# Konrad Wachsmann
Konrad Ludwig Wachsmann (* 16. Mai 1901  in Frankfurt (Oder); † 25. /26. November 1980 in Los Angeles) war ein deutscher Architekt jüdischer Abstammung, der 1941 in die USA emigrierte. Sein bekanntestes Bauwerk ist das Einsteinhaus in Caputh bei Potsdam.

## Leben

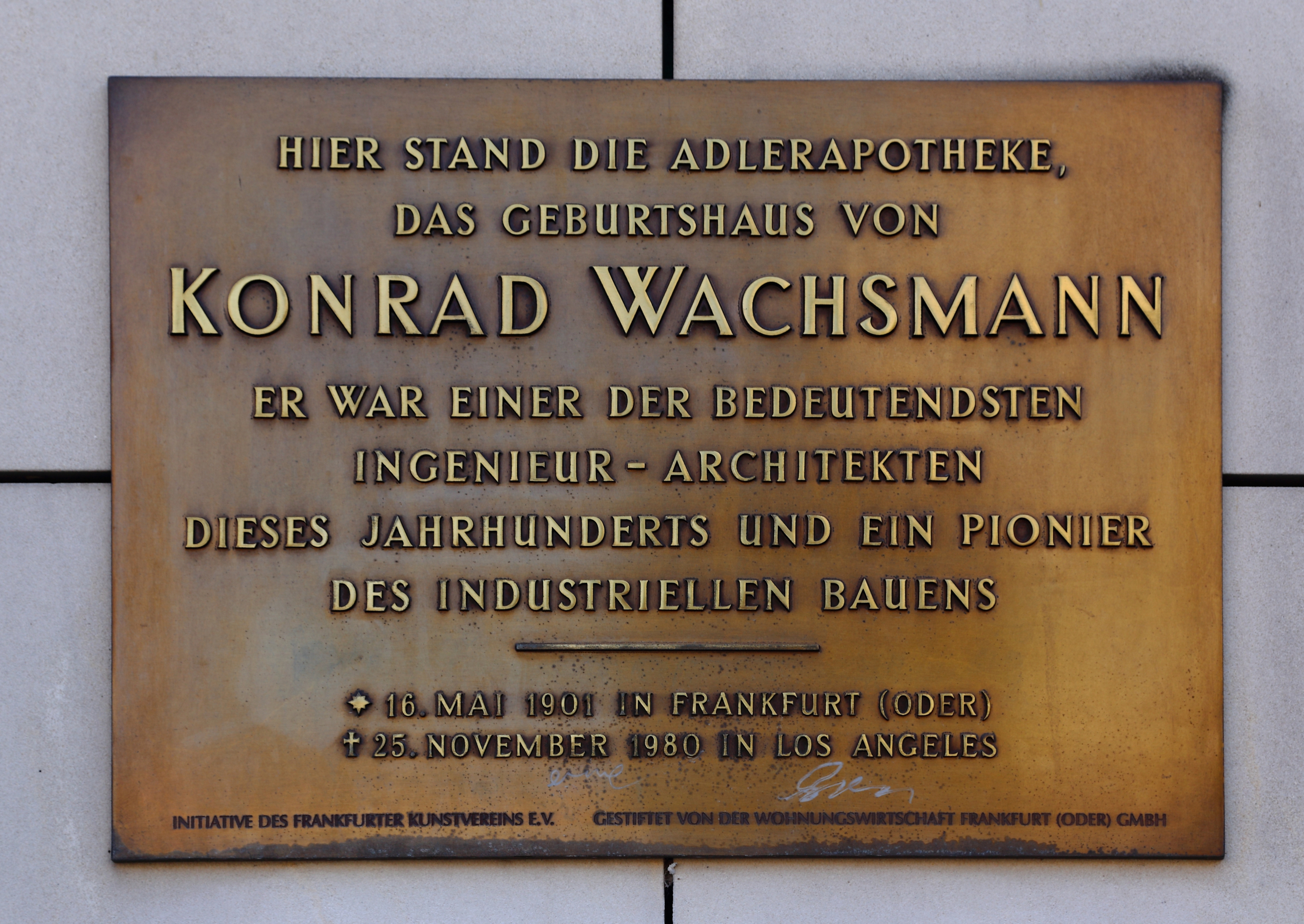
Gedenktafel am Standort seines Geburtshauses in Frankfurt (Oder).

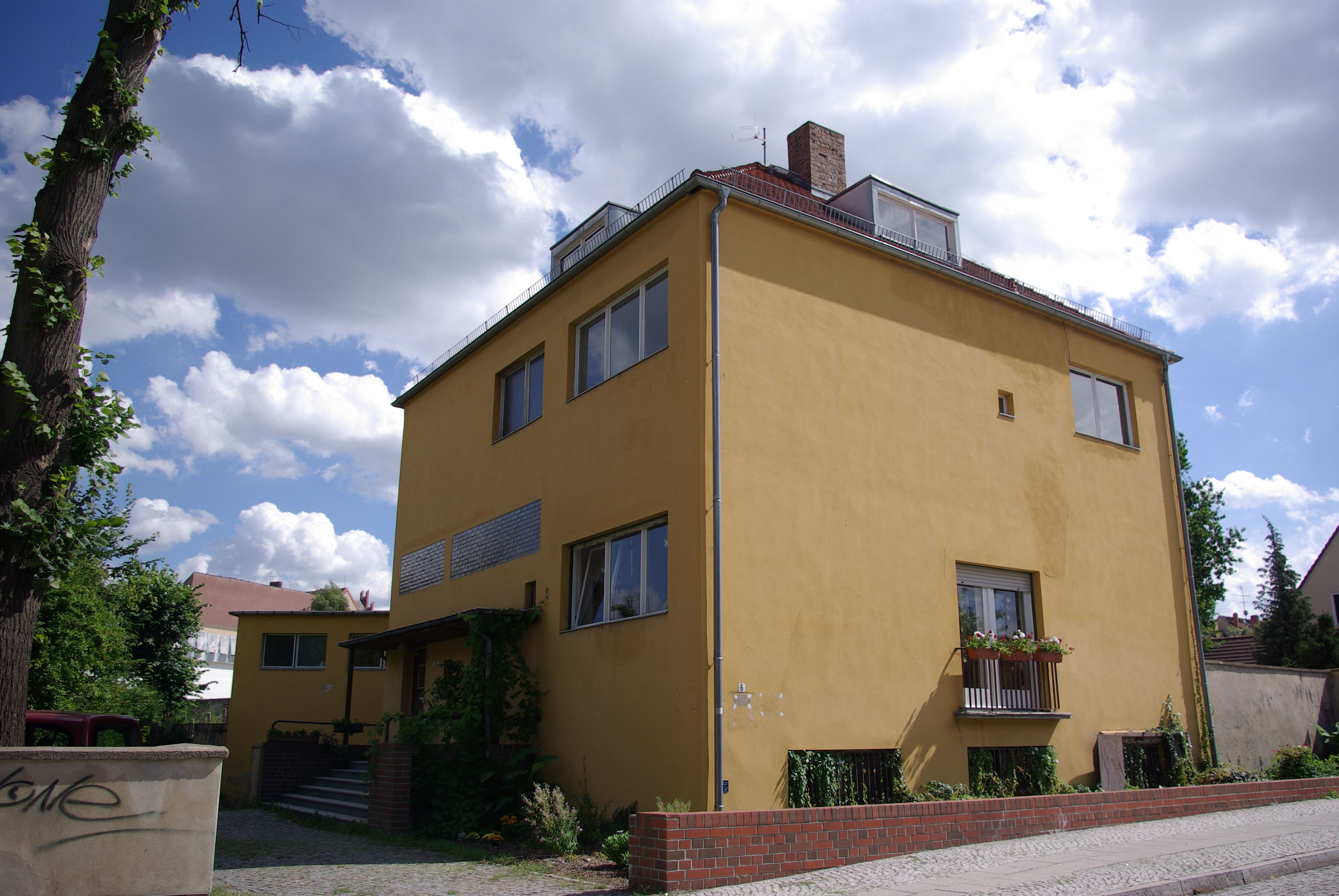
Wohnhaus Dr. Estrich in Jüterbog

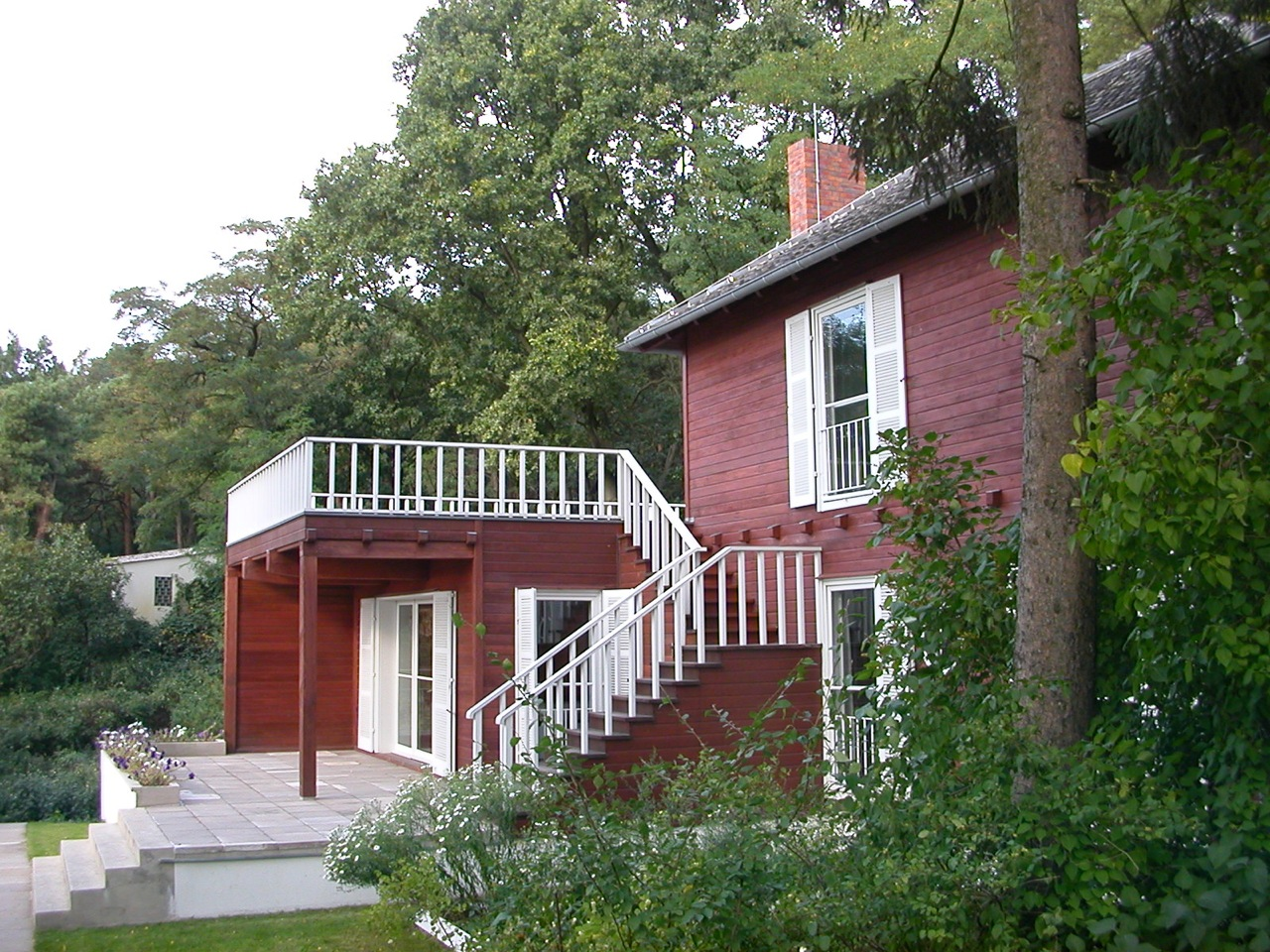
Holzhaus der Firma Christoph & Unmack in Caputh (heute: Einsteinhaus)

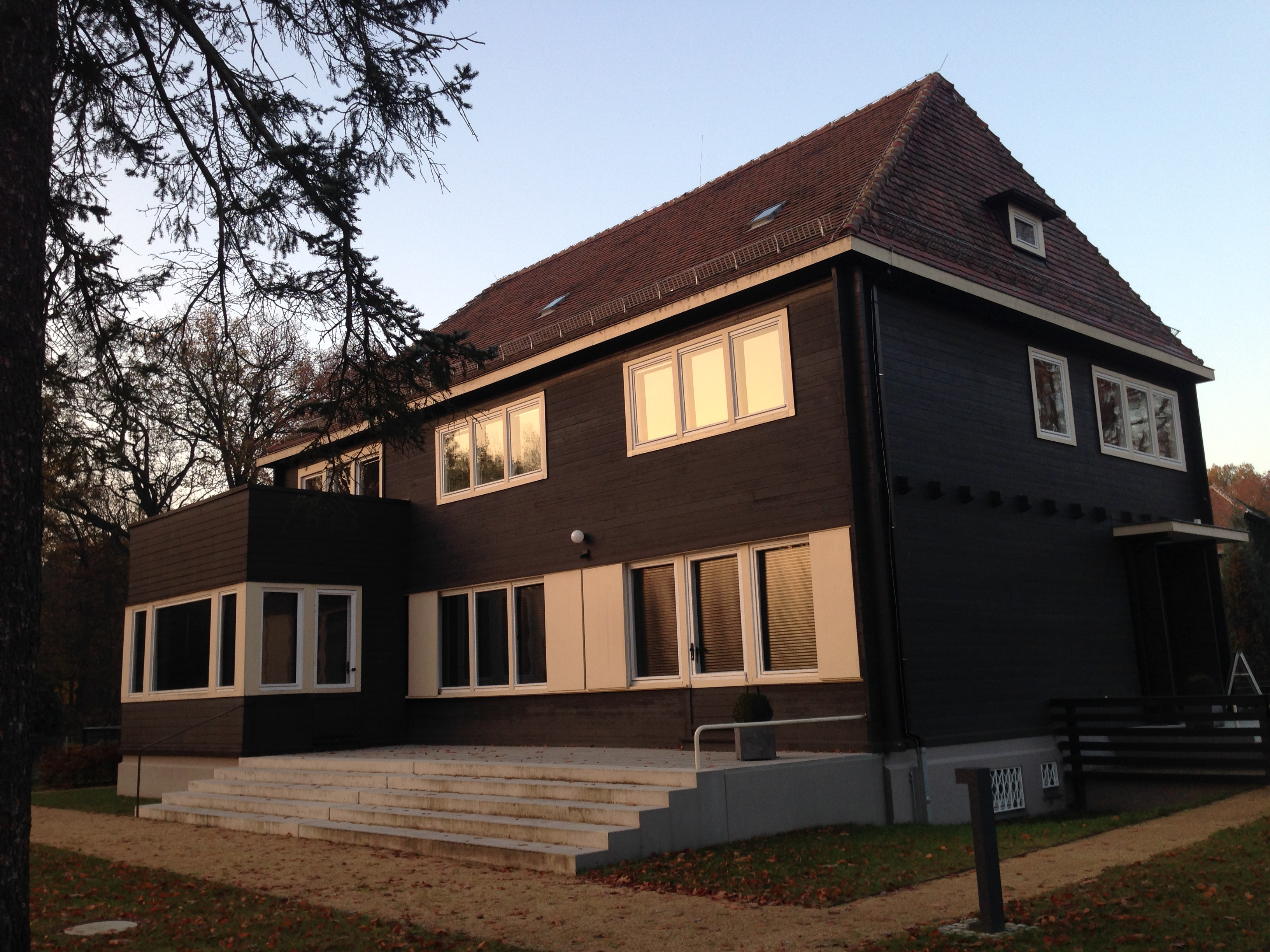
Holzhaus von Christoph & Unmack in Niesky (heute: Konrad-Wachsmann-Haus)

Wachsmann absolvierte eine Tischler-Lehre in der Werkstatt Münnich in Frankfurt (Oder) und studierte von 1920 bis 1924 in Berlin und Dresden bei Heinrich Tessenow, anschließend als Meisterschüler von Hans Poelzig an der TH Berlin. Wachsmann suchte, nach der Absage eines Stellengesuches an J.J.P. Oud, Le Corbusier in Paris auf, der ihm jedoch lediglich eine Stelle als unbezahlter Praktikant anbieten konnte. Diese lehnte Wachsmann ab.
Als einer der ersten Architekten beschäftigte sich Wachsmann ausgiebig mit industrieller Vorfertigung. Ab 1926 war er Chefarchitekt des auf Holzbauten spezialisierten Unternehmens Christoph & Unmack AG in Niesky (Oberlausitz). Die Anstellung hatte ihm Hans Poelzig vermittelt. In dieser Zeit entstanden viele seiner ausgeführten Bauwerke.
Sein erstes Haus als freiberuflich arbeitender Architekt war das Wohnhaus für Dr. Estrich in Jüterbog (Brandenburg).

„Im Werk Konrad Wachsmanns nimmt das Haus als erstes Projekt, das er als freiberuflicher Architekt verwirklichte, und als sein einziger Massivbau eine besondere Stellung ein.“

Einen Höhepunkt in Wachsmanns Werk stellt das 1929 annähernd zeitgleich zum Haus Estrich entstandene Sommerhaus für Albert Einstein in Caputh dar.
1932 erhielt Wachsmann den Rom-Preis der Preußischen Akademie der Künste, ein Stipendium, das ihm ermöglichte, in der Villa Massimo in Rom künstlerisch tätig zu sein. Diese verließ er jedoch bei der Machtergreifung Hitlers bereits nach einem Monat und einem Streit mit Arno Breker. Den Preis gab Wachsmann zurück, dazu schrieb er später: „Nach Goebbels wahnwitzigem Attentat auf die Kultur und den Geist unseres Volkes blieb mir keine andere Wahl. Ich konnte mich unmöglich mit dem Staat identifizieren, der sich offen zur Barbarei bekannt hatte.“ Er blieb allerdings bis 1938 in Rom und unternahm zahlreiche Reisen in Italien. In dieser Zeit wurden dort auch einige seiner Entwürfe ausgeführt.
1938 emigrierte Wachsmann nach Paris, wo er sich bei Kriegsausbruch als Freiwilliger in der französischen Armee meldete.
1941 emigrierte Wachsmann mit Unterstützung Einsteins in die USA, wo eine intensive Zusammenarbeit mit Walter Gropius begann. Zusammen entwickelten sie das „Packaged House System“, ein Fertighaussystem in Holzbauweise, mit dem Wachsmann international bekannt wurde. Ein solches Haus konnte in weniger als neun Stunden von fünf ungelernten Arbeitern aufgestellt werden. Trotz der herausragenden Technik wurde das Unternehmen zu einem Misserfolg.
Unter seiner Anleitung entstand 1943 auf dem Testgelände Dugway Proving Ground in Utah das sogenannte „Deutsche Dorf“, ein realistischer Nachbau Berliner Mietskasernen. Hier wurden verschiedene Spreng- und Brandbomben in ihrer Wirkung auf die besondere Bauform getestet.
Daraufhin entwickelte Wachsmann im Auftrag der Atlas Aircraft Corporation gegen Ende des Zweiten Weltkrieges (1944–1945) einen transportablen Flugzeughangar als sogenannte „mobilar structure“, der jedoch nie gebaut wurde. 1947 wurde Wachsmann Bürger der Vereinigten Staaten. Ab 1949 widmete er sich der Forschung und Lehre, zuerst am Institute of Design in Chicago.
Ab 1956 leitete Wachsmann für einige Jahre die Architekturklasse der Internationalen Sommerakademie für Bildende Kunst Salzburg, wo er zahlreiche österreichische Architekten für die Idee des industriellen Bauens begeisterte, darunter waren Gustav Peichl, Hans Hollein, Friedrich Kurrent, Ottokar Uhl, Hermann Czech, Gunther Wawrik und andere.
1964 wechselte er nach Los Angeles an die University of Southern California und führte über große freitragende Hallen, insbesondere Flugzeughangars eine ausgiebige Forschungsarbeit weiter, die zu großen Teilen von der US-amerikanischen Luftwaffe finanziert wurde.
Wachsmann strebte in seiner Arbeit stets eine universelle Verwendbarkeit der einzelnen Komponenten seiner Konstruktion an. Mit möglichst wenigen Teilen wollte er eine große Vielfalt an Konstruktionsmöglichkeiten erzielen. Sein Lebenswerk könnte als die Suche nach dem „universellen Knotenpunkt“ bezeichnet werden. Die technisch bemerkenswerten Arbeiten seines Spätwerkes sind nie ausgeführt worden, obwohl bereits bis in die industrielle Fertigung hinein geforscht und produziert wurde.
Nach seinem Tode erwarb die Stiftung Archiv der Akademie der Künste (Berlin) seinen beruflichen Nachlass als Konrad-Wachsmann-Archiv.
Konrad Wachsmann wurde in seinem Geburtsort Frankfurt (Oder) begraben. Das Konrad-Wachsmann-Oberstufenzentrum in Frankfurt (Oder) ist nach ihm benannt. Am 7. Mai 2012 wurden in Frankfurt (Oder) für ihn, seine Mutter Else Wachsmann (geborene Bodenstein, *1872) und seine Schwester Charlotte Philippine Bleistein (geborene Wachsmann, *1899) Stolpersteine verlegt. (siehe auch Liste der Stolpersteine in Frankfurt (Oder)#Verlegte Stolpersteine) Die beiden Frauen wurden 1942 in das Rigaer Ghetto deportiert und kamen dort ums Leben.
Mit seiner Frau Judith hatte er eine Tochter.

## Werk

### Bauten und Entwürfe
- 1927: Direktorenwohnhaus der Christoph & Unmack AG in Niesky (als Chefarchitekt der Christoph & Unmack AG)
- 1926–1929 (als Chefarchitekt der Christoph & Unmack AG):
  - Kinder-Walderholungsheim in Spremberg
  - Lungenheilstätte Kaufungen bei Kassel (durch Brand zerstört)
  - Erdwissenschaftliches Institut in Ratibor
  - Wettbewerbsentwurf für eine Jugendherberge im Riesengebirge
  - Bürogebäude der B.V.G. in Berlin
  - Wohnhaus in Niesky[10]
- 1929: Wohnhaus für Dr. Estrich in Jüterbog
- 1929: Sommerhaus für Albert Einstein in Caputh bei Potsdam
- Wettbewerbsentwurf für „60 billige zeitgemäße Eigenhäuser“ (lobende Anerkennung und 3. Preis)
- Wettbewerbsentwurf für eine Brücke über die Rance bei Saint-Malo
- 1930: Stahlrohrkonstruktion für die Firma Torkret, gezeigt auf der Berliner Bauausstellung
- 1933: Entwurf für die sogenannten „Kettenhäuser“ für die geplante Werkbundsiedlung „Deutsches Holz“ in Stuttgart
- 1934: Apartmenthaus T. & S. in Rom, Via Pepoli 5
- Ferienhaus für Felix Tannenbaum und Kronberg auf der Insel Capri, Piccola Marina
- 1935: Entwurf einer Großmarkthalle in Rom, Via Chiana
- 1930er Jahre: Holzhaussiedlung in Ludwigsfelde
- 1938: Entwurf eines Landhauses bei Grottaferrata
- 1941–1942: Recreation Center in Key West, Florida (mit Walter Gropius)
- 1941–1942: Plattenbau-Systementwicklung „Packaged House System“ für Einfamilienhäuser der späteren General Panel Corporation (fortgeführt bis 1952; gemeinsam mit Walter Gropius)
- 1944–1945: Systementwicklung der „Mobilar Structure“ für kleine Flugzeughallen der Atlas Aircraft Corporation
- 1947–1949: Marshall House (Doppelwohnhaus) in Los Angeles
- 1951–1955: Systementwicklung für Flugzeughangars der US Air Force
- 1956: Chalet für Sigfried Giedion in Amden
- 1961–1963: Entwurf eines 50-geschossigen elementierten Stahlhochhauses in Genua für Italsider
- Entwurf für die Neuordnung des Passagierhafens in Genua (Renzo Piano nahm 40 Jahre später darauf Bezug.)
- 1966: Entwurf einer Stadthalle für California City

Das hölzerne Direktorenhaus in der Nieskyer Goethestraße, das Einsteinhaus in Caputh in der Waldstraße und das Haus Dr. Estrich sind die drei einzigen in Deutschland erhaltenen Wachsmann-Bauten. Einsteins Landhaus ist gut erhalten wird museal genutzt. Das Nieskyer Direktorenhaus war zu DDR-Zeiten Sitz der FDJ-Kreisleitung und stand seit 1990 leer. Die Stadt erwarb das Gebäude 2005 und begann im Frühjahr 2010 mit Unterstützung des Bundes und der Wüstenrot Stiftung dessen Sanierung.

### Schriften
- Holzhausbau. Technik und Gestaltung. Ernst Wasmuth, Berlin 1930.

als Reprint Birkhäuser, Basel 1995, ISBN 3-7643-5133-0.
- Eidon 1, Salzburg – Die Altstadt. Grieben Verlag, Berlin 1934.
- Eidon 2, Berlin – Unter den Linden. Grieben Verlag, Berlin 1934.
- Eidon 3, Prag. Grieben Verlag, Berlin 1934. (in der Nationalbibliothek Berlin nicht nachweisbar)
- Wendepunkt im Bauen. Krausskopf Verlag, Wiesbaden 1959.

als Taschenbuchausgabe: Rowohlt, Reinbek bei Hamburg 1962. (= Rowohlts Deutsche Enzyklopädie.)
- Una svolta nelle costruzioni. Il Saggiatore, Mailand 1960.

als Taschenbuchausgabe: Il Saggiatore, Mailand 1965.
- Aspekte. Krausskopf Verlag, Wiesbaden 1961.
- Bauen in unserer Zeit. Galerie Welz, Salzburg 1957.

als Nachdruck: Wendepunkt im Bauen. Deutsche Verlags-Anstalt, Stuttgart 1989. / Verlag der Kunst, Dresden 1989, ISBN 3-364-00116-2.
sowie bislang unveröffentlicht:
- Timebridge 1901–2001. (Arbeitstitel: Toward 2001; Autobiografie) Typoskript, 1966/1981. Im Archiv der Berliner Akademie der Künste.

## Konrad Wachsmann Preis
Von den Landesverbänden Sachsen, Sachsen-Anhalt und Thüringen des Bundes Deutscher Architekten wird seit 2015 der Konrad-Wachsmann-Preis ausgelobt für Absolventen von Hochschulen der genannten Landesverbände mit dem Abschluss Architektur oder Städtebau, die ihre Arbeiten einem breiten Publikum bekannt machen wollen. Zur Teilnahme an der jährlich stattfindenden Preisverleihung sind Absolventen berechtigt, die einen Abschluss mit Note 2,0 oder besser aufzuweisen haben.